# ديفيد هادلي لانج
ديفيد هادلي لانج هو سياسي كندي، ولد في 1947. نشط حزبياً في Saskatchewan New Democratic Party ‏. وقد انتخب عضو المجلس التشريعي في ساسكاتشوان ‏.